# Misterbianco
Misterbianco – miejscowość i gmina we Włoszech, w regionie Sycylia, w prowincji Katania.
Według danych na rok 2004 gminę zamieszkiwały 43 464 osoby, 1174,7 os./km².